# Bartlett (Iowa)
Bartlett è un census-designated place (CDP) degli Stati Uniti d'America, situato nello stato dell'Iowa, nella contea di Fremont.